# Baldur's Gate III
Baldur's Gate III es un videojuego de rol desarrollado por Larian Studios. Representa la tercera entrega principal de la serie Baldur's Gate, basada en el sistema de juego de rol de mesa Dungeons & Dragons. El 6 de octubre de 2020, se lanzó una versión preliminar del juego en formato de acceso anticipado para Windows, macOS y el servicio de transmisión Stadia. El juego estuvo en acceso anticipado hasta su lanzamiento oficial,  el 3 de agosto de 2023; 6 de septiembre es la fecha de lanzamiento de la versión para PlayStation 5. Actualmente, se está desarrollando una edición para Xbox Series X/S. Sin embargo, la versión para Stadia fue cancelada tras el cierre de dicho servicio.

## Jugabilidad
Baldur's Gate III es un videojuego de rol que incorpora elementos de juego en solitario y multijugador cooperativo. Los jugadores tienen la posibilidad de crear uno o más personajes y formar un grupo con otros personajes generados por el sistema para avanzar en la trama. De manera alternativa, los jugadores pueden seleccionar uno de sus personajes y unirse en línea con otros jugadores para formar un equipo. A diferencia de las entregas anteriores de la serie Baldur's Gate, Baldur's Gate III presenta un sistema de combate por turnos, similar al de los juegos previos de Larian como Divinity: Original Sin y Divinity: Original Sin II, aunque en esta ocasión, se basa en las reglas de la 5ª edición de D&D.

## Trama
Ambientada en el año 1492 DR, más de 120 años después de los eventos de Baldur's Gate II: Shadows of Amn y meses después de Baldur's Gate: Descent into Avernus, la trama de Baldur's Gate III se desarrolla en un contexto en el que las fuerzas oscuras están en ascenso. El personaje jugable ha sido capturado por los ilícidos, quienes han iniciado una invasión de Faerûn. Estos seres han implantado en el protagonista, así como en numerosas otras criaturas, renacuajos ilícidos, parásitos capaces de controlar y transformar a sus huéspedes en ilícidos. Sin embargo, antes de que pueda completarse la transformación, la nave voladora nautiloide en la que se encuentran es atacada por guerreros githyanki y sus dragones rojos, huyendo a través de varios reinos, incluyendo Avernus, el primero de los Nueve Infiernos. Durante el conflicto, el protagonista logra liberarse y dirige la nave dañada de vuelta a Faerûn, donde se estrella. En su búsqueda de una forma de eliminar el parásito, el protagonista se encuentra con otros supervivientes del naufragio: el mago humano Gale, la clériga semielfa Corazón Sombrío, el vampiro elfo pícaro Astarion, el brujo humano Wyll y la guerrera githyanki Lae'zel.

## Desarrollo
La primera entrega de Baldur's Gate fue desarrollada por BioWare y Black Isle Studios, y publicado por Interplay Entertainment en 1998. El juego usó una versión con licencia del conjunto de reglas de Dungeons & Dragons, específicamente en la configuración de Forgotten Realms. El éxito del juego condujo a una secuela, Baldur's Gate II: Shadows of Amn, y su paquete de expansión, así como a Icewind Dale y su secuela, y finalmente, planescape: Torment. Black Isle Studios comenzó a trabajar en otra secuela, Baldur's Gate III: The Black Hound, en 2003, pero Interplay enfrentó una importante crisis financiera ese año y cerró Black Isle, cancelando el juego. Interplay perdió la licencia para hacer videojuegos de D&D ante Atari en 2008.  Atari luego lanzó Neverwinter Nights y su secuela, Neverwinter Nights 2. Hace mucho tiempo que Wizards of the Coast había adquirido los derechos de D&D como parte de la compra de TSR, y había estado actualizando los conjuntos de reglas principales durante los años anteriores. La nueva entrega de Larian Studios no tiene conexión con el cancelado Baldur's Gate III: The Black Hound.
Varios desarrolladores buscaron hacerse con la propiedad intelectual (IP) de la serie. Esto incluyó a Brian Fargo, el fundador de Interplay e inXile Entertainment, así como a Feargus Urquhart de Obsidian Entertainment, que lo intentaron al menos una década. Larian Studios estuvo interesado en hacer una secuela de la serie Baldur's Gate durante algún tiempo, habiéndose acercado por primera vez a Wizards of the Coast después del lanzamiento de Divinity: Original Sin alrededor de 2014. En ese momento, Wizards of the Coast sintió que el estudio aún era demasiado nuevo en la industria para confiarle la licencia de Baldur's Gate. Posteriormente, Larian publicó Divinity: Original Sin II, que se lanzó en septiembre de 2017. Los materiales previos al lanzamiento relacionados con el juego impresionaron a Wizards of the Coast, por lo que contactaron a Larian para preguntarle si todavía tenían interés en Baldur's Gate III. Larian aceptó, y mientras trabajaban para concluir la etapa de desarrollo del lanzamiento de Divinity: Original Sin II, un pequeño grupo se reunió para desarrollar el documento de diseño para presentar a Wizards of the Coast con sus ideas para el nuevo Baldur's Gate.
El juego se basará en el conjunto de reglas de la quinta edición de Dungeons & Dragons, aunque incluirá ajustes y modificaciones que Larian consideró necesarias para incluir en un videojuego. Por ejemplo, se espera que el sistema de combate se incline más a favor del jugador que en la versión de mesa, para que el juego sea más divertido.
Larian Studios hizo referencia a Baldur's Gate III en la semana anterior al E3 2019. Lo revelaron formalmente durante la presentación de Google en la plataforma Stadia justo antes del E3, confirmando su lanzamiento tanto para Windows como para Stadia. La aventura de mesa Baldur's Gate: Descent Into Avernus fue publicada por Wizards of the Coast en septiembre de 2019 y ha sido descrita como una "precuela" de Baldur's Gate III. La aventura de Descent into Avernus tiene lugar aproximadamente 100 años después de los eventos de Baldur's Gate II, y la historia de Baldur's Gate III tiene lugar inmediatamente después de los eventos del módulo de mesa Descent into Avernus. El 5 de octubre de 2020, Larian Studios anunció que el juego se lanzaría para macOS además de Windows y Stadia. Baldur's Gate III estaba originalmente programado para ser lanzado en acceso anticipado el 30 de septiembre de 2020. Esta fecha se retrasó posteriormente hasta el 6 de octubre de 2020. La versión de acceso anticipado contenía solo el primer acto del juego, lo que representa aproximadamente 25 horas de contenido y una quinta parte del mapa del mundo del juego. El creador del personaje también incluyó inicialmente una selección de 16 razas y seis clases para elegir, con más planeadas para el lanzamiento final. Gradualmente se agregaron características y contenido adicionales, incluida la funcionalidad multijugador y más clases, a la versión de acceso temprano a través de parches a medida que avanzaba el desarrollo hacia la versión final. Los archivos guardados creados durante el acceso anticipado no se podrán transferir al juego completo.
Se espera que el juego permanezca en acceso anticipado hasta agosto de 2023. Tras el cierre de Stadia el 18 de enero de 2023, se canceló su versión. El 23 de febrero de 2023, se anunció que Baldur's Gate III se lanzará por completo el 31 de agosto de 2023 para macOS, Windows y PlayStation 5. Un anuncio posterior modificó la fecha de lanzamiento para PC al 3 de agosto y la de PlayStation 5 al 6 de septiembre. Larian también confirmó que se estaba desarrollando un port de Xbox Series X y Series S, pero no se anunció oficialmente porque tuvo problemas técnicos con la pantalla dividida cooperativa en la Serie S. Larian también mencionó que el juego no es un Exclusivo de la consola PlayStation y podría lanzarse en Xbox si se solucionan los problemas.

## Compañeros
Astarion: Es un pícaro alto elfo alto que ha servido como engendro vampírico durante siglos. Ahora puede caminar a la luz del día, pero es incierto si podrá dejar atrás su oscuro pasado.
Corazón Sombrío (Shadowheart): Es una clériga semielfa del dominio del Engaño y una de las oscuras discípulas de Shar. Fue enviada en una misión suicida para robar un objeto de gran poder. Mientras lucha con su fe y magia descontrolada, está rodeada de enemigos y debe descubrir un secreto largamente enterrado.
Gale: Es un mago humano con la ambición de convertirse en el más grande de Faerûn. Sin embargo, un orbe de destrucción netherés late en su pecho, haciendo la cuenta regresiva para una explosión que podría arrasar una ciudad. El tiempo es limitado y es incierto si podrá superar esta situación.
Lae'zel: Es una guerrera githyanki feroz. Está amenazada con convertirse en el mismo monstruo que juró destruir y debe probar su valía para reintegrarse a su gente.
Karlach: Es una bárbara tiefling de Zariel que ha cometido actos terribles bajo el influjo de un poderoso archidiablo. Su corazón es una máquina Infernal que mantiene su cuerpo ardiendo. Ahora libre de su maestro, busca vengarse de aquellos que la vendieron al diablo.
Wyll: Es un brujo humano noble y conocido como el 'Filo de las fronteras'. Mantiene en secreto su pacto con un diablo y está desesperado por escapar del trato infernal, incluso si eso significa rescatar a la criatura seductora que hizo el trato.

## Reparto
- Amelia Tyler como la Narradora.
- Neil Newbon como Astarion
- Jennifer English como Corazón Sombrío.
- Debora Wilde como Lae´zel.
- Theo Solomon como Wyll.
- Tim Downie como Gale.
- Samantha Béart como Karlach.
- Matthew Mercer como Minsc.
- Tracy Wiles como Jaheira.
- Dave Jones como el Halsin.
- Scott Joseph como el Emperador.

## Recepción
El día de su lanzamiento de acceso anticipado, Baldur's Gate III se convirtió en el juego más vendido tanto en las plataformas Steam y GOG.com. En Steam, el juego alcanzó los 800 000 jugadores simultáneos en su tercer día, lo que indicó fuertes ventas iniciales. Larian Studios declaró que la gran demanda del juego pareció causar problemas técnicos a Steam en los minutos posteriores al lanzamiento. Baldur's Gate 3 también es ganador del juego del año "GOTY" en los Game Awards 2023.